# 5e cérémonie des Visual Effects Society Awards
 (juin 2020).
Si vous disposez d'ouvrages ou d'articles de référence ou si vous connaissez des sites web de qualité traitant du thème abordé ici, merci de compléter l'article en donnant les références utiles à sa vérifiabilité et en les liant à la section « Notes et références ».
La 5e cérémonie des Visual Effects Society Awards (VES Awards), organisée par la Visual Effects Society, a eu lieu le 12 février 2007 et à récompenser les meilleurs effets visuels de l'année 2006

## Palmarès

### Meilleur effet visuel de l'année
- Pirates des Caraïbes : Le Secret du coffre maudit (Pirates of the Caribbean : Dead Man's Chest) – Tom Fejes, Ned Gorman, John Knoll et Jakub Pistecky (pour la séquence du Hollandais volant)
  - Les Fils de l'homme (pour la séquence de l'oiseau)
  - Poséidon (pour la scène d'ouverture)
  - X-Men : L'Affrontement final (pour la séquence de Phoenix Force)

### Meilleurs effets visuels dans un film axé sur les effets
- Pirates des Caraïbes : Le Secret du coffre maudit (Pirates of the Caribbean : Dead Man's Chest) – Jill Brooks, Charles Gibson, Hal T. Hickel et John Knoll
  - Le Petit Monde de Charlotte (Charlotte's Web)
  - The Fountain

### Meilleur effets visuels secondaire dans un film live
- Mémoire de nos pères
  - Blood Diamond
  - Les Fils de l'homme
  - Da Vinci Code

### Meilleur personnage animé dans un film enprise de vue réelle
- Davy Jones incarné par Bill Nighy dans Pirates des Caraïbes : Le Secret du coffre maudit (Pirates of the Caribbean : Dead Man's Chest) – Marc Chu, Jung Seung Hong, James Tooley et Steve Walton
  - Templeton le rat dans Le Petit Monde de Charlotte (Charlotte's Web)
  - Wilbur le cochon dans Le Petit Monde de Charlotte (Charlotte's Web)

### Meilleur personnage animé dans un film d'animation
- Cars pour Martin
  - Happy Feet pour Mumble
  - Monster House pour la maison

### Meilleur environnement fictif dans un film enprise de vues réelles
- Pirates des Caraïbes : Le Secret du coffre maudit (Pirates of the Caribbean : Dead Man's Chest) – Jack Mongovan, Greg Salteret, Chris Stoski et Susumu Yukuhiro
  - Mission impossible 3 (Mission: Impossible III) – Russell Earl, Richard Bluff, Giles Hancock et Dennis A. Martin
  - Poséidon (Poseidon) – Matt Brumit, Willi Geiger, Mohen Leo et Daniel Pearson

### Meilleur modèle et maquette dans un film
- Pirates des Caraïbes : Le Secret du coffre maudit (Pirates of the Caribbean : Dead Man's Chest) – Charlie Bailey, Bruce Holcomb, Carl Miller et Ron Woodall
  - Raisons d'État (The Good Shepherd)
  - V pour Vendetta (V for Vendetta)

### Meilleurcompositingdans un long métrage
- Pirates des Caraïbes : Le Secret du coffre maudit (Pirates of the Caribbean : Dead Man's Chest) – François Lambert, Tory Mercer, Eddie Pasquarello et Jeff Sutherland
  - Da Vinci Code (The Da Vinci Code)
  - Poséidon (Poseidon)

### Meilleur effets spéciaux dans un film
- Casino Royale
  - Superman Returns – Neil Corbould, David Brighton, David Young et Rob Heggie
  - Superman Returns – Rif Dagher

### Meilleurs effets visuels dans une série TV
- BattleStar Galactica pour l'épisode "Exodus :  1re  partie"
  - Prehistoric Park pour le double épisode "Sauver le Tigre à Dents de Sabre"
  - Smallville pour le double épisode "L'Apocalypse"

### Meilleurs effets visuels dans un programme TV
- Urgences pour l'épisode "Dans les airs"
  - Alias pour l'épisode "Le Dernier Élément"
  - Commander in Chief pour l'épisode "Air Force One"

### Meilleurs effets visuels dans une mini-série, un téléfilm ou un épisode spécial
- Rêves et Cauchemars pour l'épisode "Petits Soldats"
  - Fight Science
  - Les Contes du Disque-monde

### Meilleurs effets visuels dans une publicité
- Travelers pour "Snowball"
  - Rexona pour "Go Wild"
  - Sears Tools pour "Arboretum"

### Meilleurs effets visuels dans un clip
- U2 et Green Day pour "The Saints Are Coming"
  - Killers pour "Bones"

### Meilleur personnage animé dans un programme TV, un clip vidéo ou une publicité
- GEICO pour Chat
  - BattleStar Galactica pour l'épisode "Téléchargement"
  - Doctor Who pour l'épisode "Un loup-garou royal"

### Meilleure environnement fictif dans un programme TV, un clip vidéo ou une publicité
- Elisabeth I
  - Coca-Cola pour "The Greatest Gift"
  - ESPN pour le Monday Night Football

### Meilleur modèle et maquette dans une publicité, un clip ou un programme TV
- BattleStar Galactica pour l'épisode "Opération survie : 2e partie"
  - Commander in Chief pour l'épisode "Air Force One"
  - Dodge pour "Fairy"

### Meilleur compositing dans une publicité, un clip ou un programme TV
- Travelers pour "Snowball"
  - BattleStar Galactica pour l'épisode "Opération survie : 2e partie"
  - Coca-Cola pour "The Greatest Gift"
  - ESPN pour "Sports Heaven"

### Meilleurs visuels en temps réel dans un jeu vidéo
- Fight Night Roung 3

### Meilleurs effets visuels dans un projet physique spécial
- Objectif Mars
  - Fields of Freedom
  - Greece: Secrets of the Past

## Spécials

### Lifetime Achievement Award
- Dennis Muren